# Mitsuki Ichihara
Mitsuki Ichihara (født 31. januar 1986) er en tidligere japansk fodboldspiller.
Han har spillet for flere forskellige klubber i sin karriere, herunder JEF United Chiba.